# Fa (Aude)
Fa era una comuna francesa que estaba situada en el departamento de Aude, de la región de Occitania que el 1 de enero de 2019 pasó a formar parte de la comuna nueva de Val-du-Faby como comuna delegada.

## Geografía
Está ubicada en el piedemonte pirenaico y el alto valle del río Aude, a 12 km al sur de Limoux.

## Historia
Entre 1790 y 1794 absorbe la comuna de Sauzils.

## Demografía
| Gráfica de evolución demográfica de Fa entre 1800 y 2016 |
|                                                          |

Los datos demográficos contemplados en este gráfico de la comuna de Fa se han cogido de 1800 a 1999 de la página francesa EHESS/Cassini, y los demás datos de la página del INSEE.